# Alexander Macbain
Alexander MacBain MA, LL. D. (22 juillet 1855 - 4 avril 1907) est un philologue écossais, surtout connu aujourd'hui pour An Etymological Dictionary of the Gaelic Language (1896).

## Jeunesse et éducation
Macbain est né le 22 juillet 1855 à Balguish, Glenfeshie (Badenoch, Inverness-shire) et grandit dans la pauvreté. Ses parents, John MacBain et Margaret McIntyre ne sont pas enregistrés comme mariés lorsque sa naissance est enregistrée le 9 août 1855. De langue maternelle gaélique, il apprend l'anglais à l'école Insh General Assembly, à huit kilomètres de Kingussie, à Badenoch (1863–1870), dont le professeur est Alexander Mackenzie. Adolescent, il enseigne pendant six mois à la Dunmullie School de Boat of Garten (1870-1871), fréquente la Baldow School de Badenoch, est employé par l'Ordnance Survey en Écosse et au Pays de Galles (1871-1874) et retourne à la Baldow School pour un autre mandat. Après avoir obtenu une bourse, Macbain est accepté à la Old Aberdeen Grammar School (1874) et étudie ensuite au King's College, Aberdeen (1876), où il obtient une maîtrise en philosophie.

## Carrière professionnelle
En juillet 1880, Macbain est nommé recteur de l'école de Raining, à Inverness, qui vient de devenir l'école secondaire de l'ensemble des Highlands. L'école de Raining devient une partie de la High Public School en 1894–1895, pour laquelle Macbain continue à travailler jusqu'à sa mort. Il est nommé Legum Doctor à l'Université d'Aberdeen en 1901 et reçoit sa pension en 1905. Au cours des deux dernières décennies de sa vie, Macbain est l'une des figures de proue d'un cercle intellectuel gaélique qui se réunit à Inverness et à Édimbourg. Le groupe comprend à la fois des membres plus âgés, tels qu'Alexander Nicolson (en), Alexander Carmichael et Donald MacKinnon, et une jeune génération qui comprend Allan MacDonald (poète) (en), William J. Watson, George Henderson (universitaire) (en) et Kenneth McLeod. Macbain ne s'est jamais marié. Le 4 avril 1907, il meurt d'une hémorragie cérébrale à Stirling. Il est enterré dans son quartier natal de Badenoch, dans le cimetière de Rothiemurchus.

## Production savante
Macbain est impliqué dans une quantité substantielle de travaux éditoriaux. Il travaille avec le révérend John Kennedy pour publier les nombreuses transcriptions que le révérend Alexander Cameron (décédé en 1888) a faites à partir de textes trouvés dans des manuscrits. Le résultat est les deux volumes de Reliquiae Celticae (1892–94),. Il publie également une édition annotée de The Highlanders of Scotland (1902) de William Forbes Skene et de History of the Mathesons de son ancien professeur Alexander Mackenzie ; contribue à une édition du dictionnaire gaélique d'Ewan MacEachen et est rédacteur en chef du Celtic Magazine (1886–1888) et du Highland Monthly (1889–1902).
Il publie de nombreux articles individuels dans les Transactions of the Gaelic Society of Inverness et Transactions of the Inverness Field Club. Son premier livre est Celtic Mythology and Religion, paru en 1885 (réimprimé en 1917). L'ouvrage pour lequel il est le plus connu aujourd'hui est le jalon philologique An Etymological Dictionary of the Gaelic Language (1896). Macbain publie une édition critique du Livre de Deer et contribue à des entrées sur les Pictes dans l'Encyclopédie de Chambers, des articles pour des magazines et des journaux et des critiques pour les Transactions de la Gaelic Society of Inverness (1880–1903). Il est responsable de deux manuels populaires, Gaelic Reader et, avec John Whyte et How to Learn Gaelic.
MacBain est très critique de la position de Skene sur la langue picte en tant que caractère Q-celtique. Il est suggéré que le degré d'animosité évident dans le traitement de Skene par MacBain est peut-être dû à des raisons personnelles et qu'il avait un parti pris contre lui.